# Canalipalpata
Infra-classe
Les Canalipalpata constituent, selon les classifications, une infra-classe, parfois un ordre de vers polychètes sédentaires.

## Liste des ordres et familles
Selon World Register of Marine Species (29 octobre 2015) :
- ordre Sabellida
  - famille Fabriciidae Rioja, 1923
  - famille Oweniidae Rioja, 1917
  - famille Sabellariidae Johnston, 1865
  - famille Sabellidae Latreille, 1825
  - famille Serpulidae Rafinesque, 1815
  - famille Siboglinidae Caullery, 1914
- ordre Spionida
  - famille Apistobranchidae Mesnil & Caullery, 1898
  - famille Longosomatidae Hartman, 1944
  - famille Magelonidae Cunningham & Ramage, 1888
  - famille Poecilochaetidae Hannerz, 1956
  - famille Spionidae Grube, 1850
  - famille Trochochaetidae Pettibone, 1963
  - famille Uncispionidae Green, 1982
- ordre Terebellida
  - sous-ordre Cirratuliformia
    - famille Acrocirridae Banse, 1969
    - famille Cirratulidae Carus, 1863
    - famille Ctenodrilidae Kennel, 1882
    - famille Fauveliopsidae Hartman, 1971
    - famille Flabelligeridae de Saint-Joseph, 1894
    - famille Poeobiidae Heath, 1930
    - famille Sternaspidae Carus, 1863

  - sous-ordre Terebellomorpha
    - famille Alvinellidae Desbruyères & Laubier, 1986
    - famille Ampharetidae Malmgren, 1866
    - famille Pectinariidae Quatrefages, 1866
    - famille Terebellidae Johnston, 1846
    - famille Trichobranchidae Malmgren, 1866

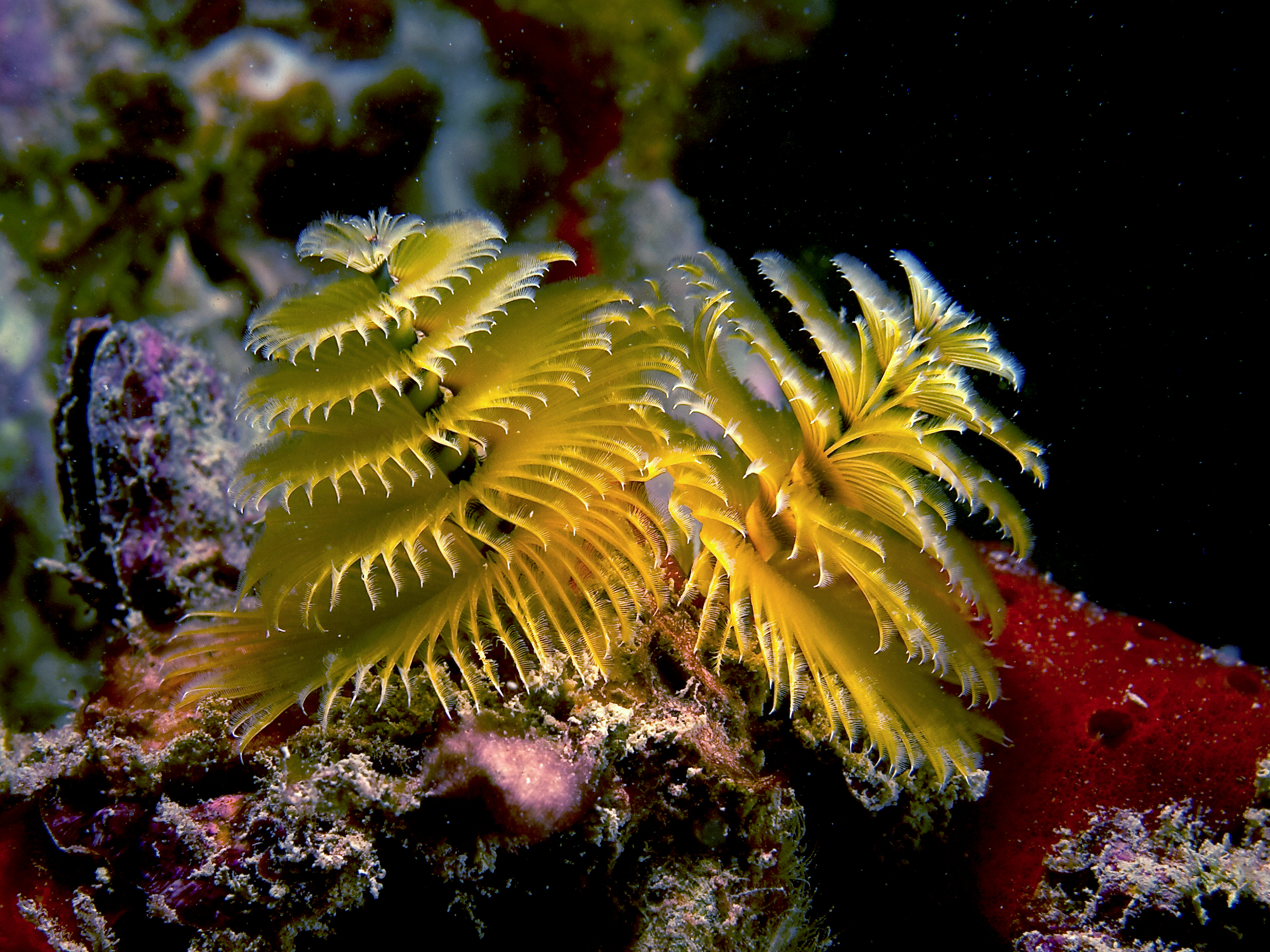
Spirobranchus giganteus, un Serpulidae
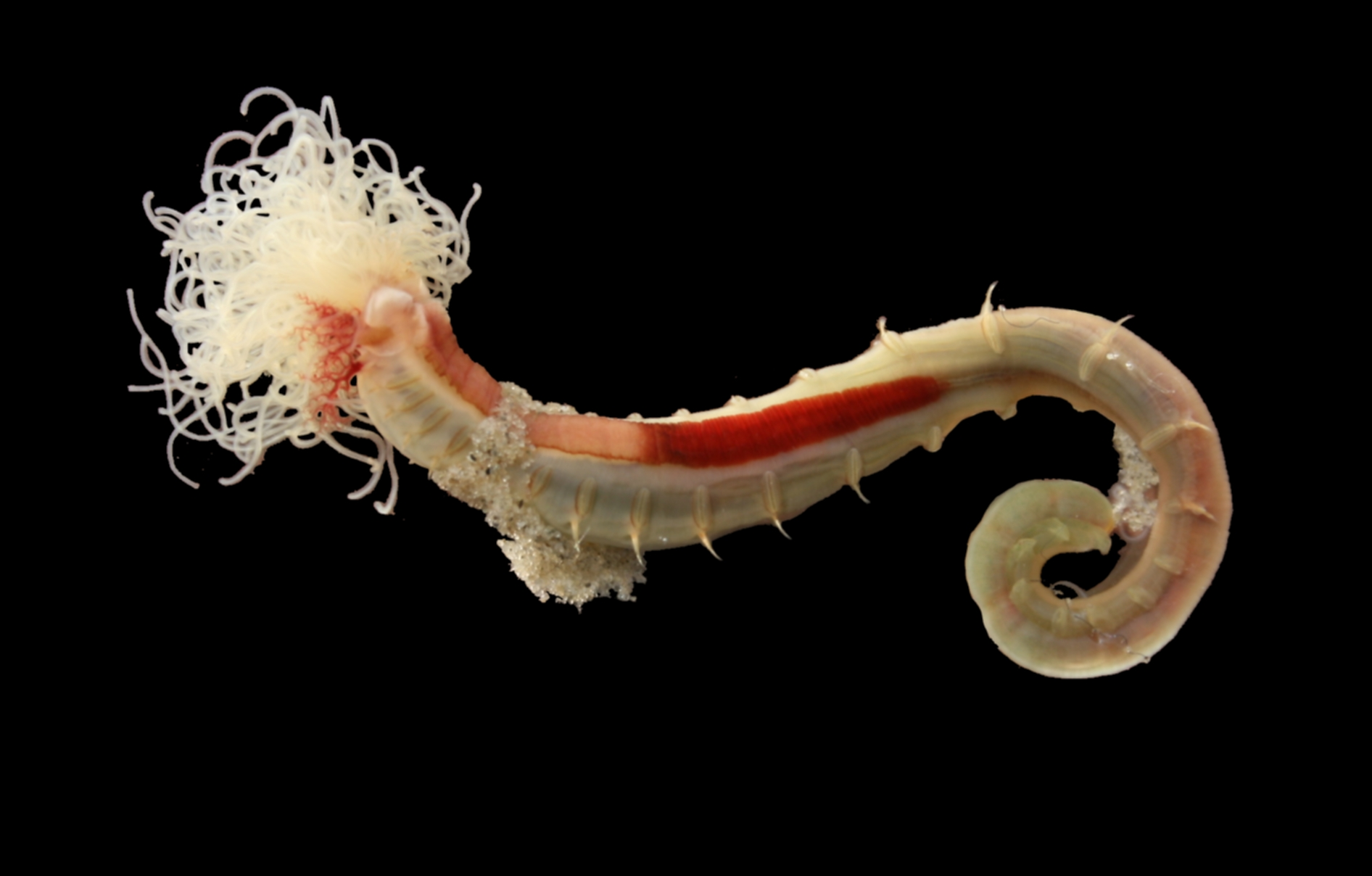
Lanice conchilega, un Terebellidae
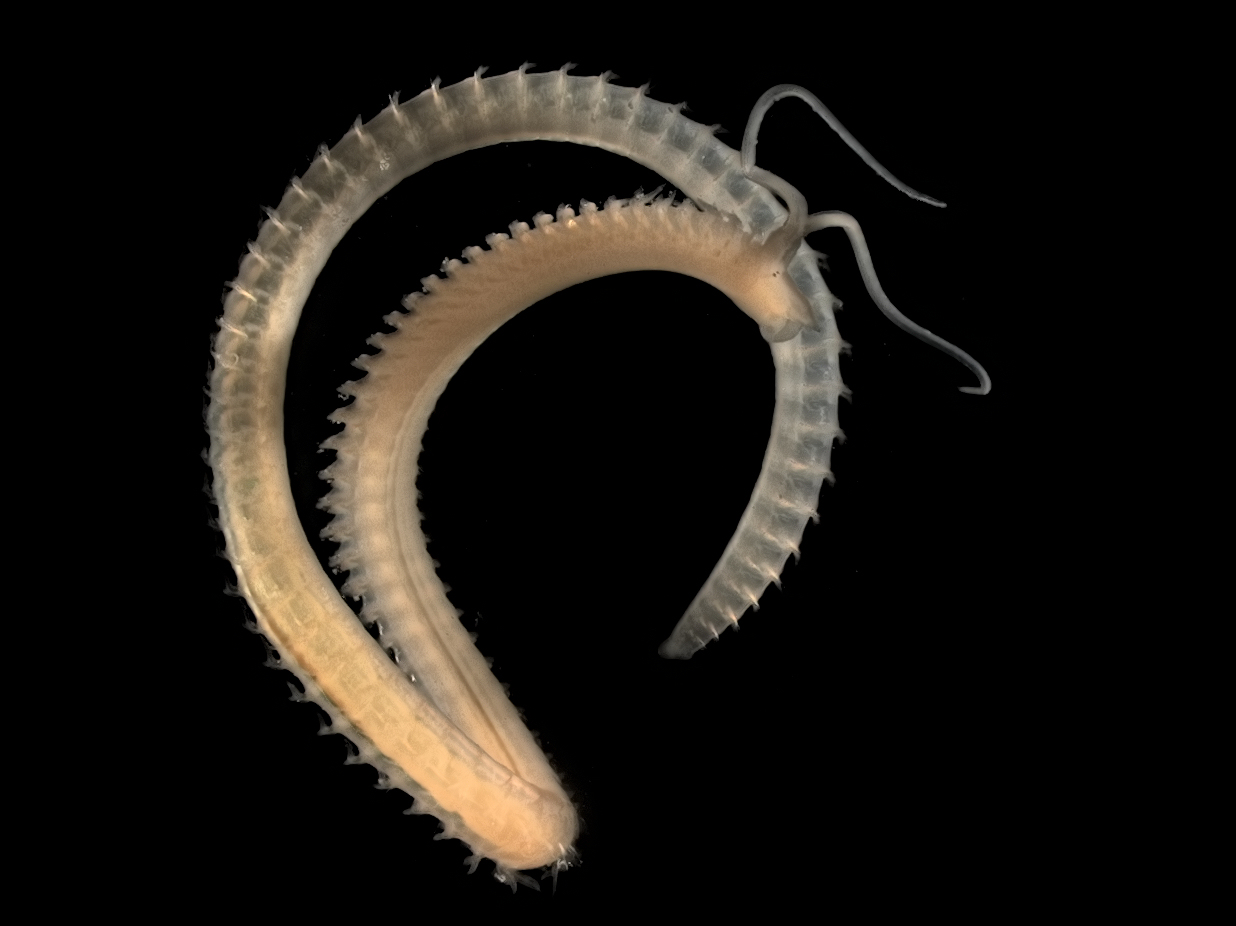
Scolelepis squamata, un Spionidae